# Rędziny (kolonia w województwie łódzkim)
Rędziny – kolonia w Polsce położona w województwie łódzkim, w powiecie radomszczańskim, w gminie Żytno.
W latach 1975–1998 miejscowość administracyjnie należała do województwa częstochowskiego.